# 29. januar
29. januar je 29. dan leta v gregorijanskem koledarju. Ostaja še 336 dni (337 v prestopnih letih).

## Dogodki
- 904 – Sergij III. se vrne iz pokoja in prevzame papeštvo po odstavljenjem protipapežu Krištofu
- 1595 – verjetno prvič uprizorijo Shakespeareovo igro Romeo in Julija
- 1676 – Fjodor III. postane ruski car
- 1782 – Jožef II. Habsburško-Lotarinški ukine kartuzijo v Bistri
- 1790 – Preizkus prvega rešilnega obroča na reki Tyne.
- 1819 – Thomas Stamford Raffles ustanovi svobodno pristanišče Singapur
- 1845 – prva objava Poejevega Krokarja, v New York Evening Mirror
- 1856 – kraljica Viktorija uvede Viktorijin križec
- 1861 – Kansas postane 34. zvezna država ZDA
- 1863 – pokol pri Medvedji reki
- 1881 – dunajski kirurg Theodor Billroth prvič uspešno izvede gastrektomijo (odstranitev želodca)
- 1886 – Carl Friedrich Benz patentira bencinski motor
- 1891 – Liliuokalani postane zadnja kraljica Havajev
- 1916 – I. svetovna vojna: nemški cepelini prvič bombardirajo Pariz
- 1942:
  - Združeno kraljestvo, ZSSR in Perzija podpišejo pogodbo o zavezništvu
  - izidejo fočanski predpisi o sestavi narodnoosvobodilnih odborov
- 1944 – na NUK strmoglavi nemško poštno letalo. Letalo je predrlo streho in treščilo v veliko čitalnico. V požaru, ki je sledil, je bilo uničenih med 45000-60000 knjig.
- 1945 – Peter II. Karađorđević prenese oblast na regentski svet in prizna Šubašićevo vlado
- 1949 – na Jesenicah odigrana prva uradna tekma hokejskega kluba Jesenice
- 1961 – med partijskim lovom v Sremu Jovan Veselinov ustreli Edvarda Kardelja
- 2008 – Slovenija ratificira Lizbonsko pogodbo

## Rojstva
- 1455 – Johann Reuchlin, nemški humanist, filolog, hebrejist in filozof († 1522)
- 1717 – Jeffrey Amherst, angleški vojaški poveljnik († 1797)
- 1720 – Franciszek Bohomolec, poljski jezuit, jezikoslovec, dramatik († 1784)
- 1737 – Thomas Paine, ameriški revolucionar, pisatelj († 1809)
- 1773 – Friedrich Mohs, nemški geolog, mineralog († 1839)
- 1838 – Edward Williams Morley, ameriški fizik, kemik († 1923)
- 1850 – Ebenezer Howard, angleški socialni reformator († 1928)
- 1853 – Šibasaburo Kitasato, japonski zdravnik, bakteriolog († 1931)
- 1860 – Anton Pavlovič Čehov, ruski pisatelj, dramatik († 1904)
- 1862 – Frederick Delius, angleški skladatelj († 1934)
- 1866 – Romain Rolland, francoski pisatelj, nobelovec 1915 († 1944)
- 1901 – France Onič, slovenski pesnik († 1975)
- 1905 – Barnett Newman, ameriški slikar judovskega rodu († 1970)
- 1923 – Sydney »Paddy« Chayefsky, ameriški dramatik († 1981)
- 1924 – Bianca Maria Piccinino, italijanska novinarka
- 1954 – Oprah Gail Winfrey, ameriška TV voditeljica
- 1956 – Tomaž Svete, slovenski skladatelj in dirigent
- 1958 – Slavko Gaber, slovenski politik in univerzitetni učitelj
- 1988 – Josip Iličić, slovenski nogometaš in reprezentant

## Smrti
- 656 – Sigibert III., kralj Avstrazije (* 630)
- 661 – Ali ibn Abi Talib, imam, zet preroka Mohameda, po verovanju šiitov prvi kalif (* 601)
- 1119 – papež Gelazij II. (* pred 1058)
- 1180 – Soběslav II., češki vojvoda (* okoli 1128)
- 1291 – Ivana Bloiška, grofica Bloisa, Chartresa in Dunoisa (* 1253)
- 1327 – Adolf Wittelsbaški, pfalški grof (* 1300)
- 1342 – Ludvik I. Bourbonski, grof Clermont-en-Beauvaisis, grof La Marcheja, vojvoda Bourbona (* 1279)
- 1676 – Aleksej I., ruski car (* 1629)
- 1730 – Peter II., ruski car (* 1715)
- 1743 – André-Hercule de Fleury, francoski kardinal, predsednik vlade (* 1653)
- 1763 – Louis Racine, francoski pesnik (* 1692)
- 1820 – Jurij III., britanski kralj (* 1738)
- 1829 – Paul François Jean Nicolas Barras, francoski politik (* 1755)
- 1829 – Štefan Pauli (Pavel), slovenski rimskokatoliški duhovnik na Ogrskem, domnevni pesnik (* 1760)
- 1859 – William Cranch Bond, ameriški astronom (* 1789)
- 1859 – Seth Thomas, ameriški urar (* 1785)
- 1934 – Fritz Haber, nemški kemik, nobelovec 1918 (* 1868)
- 1941 – Joanis Metaksas, grški general, predsednik vlade (* 1871)
- 1963 – Robert Frost, ameriški pesnik (* 1874)
- 1984 – Bronė Buivydaitė, litovska pesnica (* 1895)
- 1996 – Jamie Uys, južnoafriški filmski režiser (* 1921)
- 2001 – Ninian Smart, škotski religiolog in filozof (* 1927)
- 2002 – Richard Mervyn Hare, britanski filozof (* 1919)
- 2003 – Natalija Mihajlovna Dudinskaja, ruska balerina (* 1912)
- 2005 – Ephraim Kishon, izraelski satirik (* 1924)
- 2015 – Colleen McCullough, avstralska pisateljica (* 1937)
- 2021 – Hilton Valentine, angleški rock&roll kitarist (* 1934)

## Goduje
- sveti Frančišek Saleški
- sveti Julijan Ubogi